# Вишгородський масив
Ви́шгородський маси́в — житловий масив в Оболонському районі Києва. Розташований між вулицями Автозаводська, Вишгородська, Полярна та Північним залізничним півкільцем Києва.
Масив з'явився після перепланування та знесення малоповерхової забудови Пріорки між вулицею Ярослава Івашкевича і площею Тараса Шевченка. Забудову  масиву розпочато з 1960 року вздовж Вишгородської вулиці. Розділений на чотири мікрорайони. Площа масиву — близько 112 га. Населення становить 35,2 тис. осіб (станом на 2012 рік).

## Особливості забудови
Територія району простяглася з півночі на південь, і житлові будинки, які виходять головними фасадами на Вишгородську вулицю, зорієнтовані на схід та захід. Така орієнтація і зумовила планування району.
Він являє собою вже значною мірою сформовану 3-5-поверхову забудову з вкрапленням індивідуальних будинків садибного типу, що не підлягають знесенню. Таким чином, будівництво району є реконструктивним, а через те що його межі чітко визначені, то розвиток можливий лише за рахунок внутрішніх дільниць. Усю нову забудову здійснено 5-поверховими житловими будинками за проєктами серій 1-480 та 9-поверховими за проєктами 1КГ-480 та 1-318. Магазини та культурно-побутові приміщення розташовані в цокольних і перших поверхах житлових будинків, а також у кооперованих будівлях, що стоять окремо.
При будівництві всіляко зберігаються існуючі зелені насадження. Район має чудовий мікроклімат: на заході в безпосередній близькості знаходиться Пуща-Водицький зелений масив, на сході — заплава Дніпра.
Зв'язок з іншими районами міста здійснюється тролейбусами, трамваями, автобусами та Київською міською електричкою.